# Асо (вулкан)
А́со (яп. 阿蘇山 Асо-сан) — вулкан, расположен на острове Кюсю (Япония). Основные пики находятся в префектуре Кумамото, часть вулкана находится в префектуре Оита.
Асо — кальдера, высшая точка достигает 1592 метра. Диаметр кальдеры 25х18 км. Вулкан сформировался в эпоху плейстоцена в период между 300 000 и 90 000 лет тому назад. В середине кальдеры сформировалось около 17 конусов. Самый активный кратер — в кальдере Накадаке, он активен уже более 1500 лет. В современный период были активны и другие конусы в кальдере Асо, такие как конус Комецука, который активно извергался в 210 году. В районе кальдеры Асо состав извергнутой массы состоит преимущественно из базальтов и андезитов. Типы извержений были похожи на стромболианский.
Вулканическая деятельность в кальдере Асо, начиная с 552 по 2011 год, наблюдалась более 165 раз. Извержения нередко приводили к человеческим жертвам. В 1979 году 3 человека погибло и 11 ранено в результате выбросов твёрдой породы одного из кратеров кальдеры. Начиная с 1980 года около 70 человек было госпитализированы в результате отравления вулканическими газами. В 1997 году погибло два туриста в результате отравления сернистым газом.
В период с 8 по 14 июня 2011 года столб пепла поднимался на высоту 1800 метров. С июля по сентябрь 2012 года в данном районе ощущалась повышенная сейсмичность, в этот период учёные зафиксировали более 2500 подземных толчков.
В кальдере проживает 50 000 человек, проложена железная дорога. Кратер Накадаке кальдеры Асо является популярным туристическим объектом в регионе. Зимой кальдеру иногда покрывает снег, и в её долине катаются на санях и лыжах.
По южной и северной долинам кальдеры протекают реки Сиракава и Курокава (приток Сиракавы).
16 апреля 2016 года вулкан начал извержение с высотой выбороса до 100 м; неясно, является ли извержение вулкана следствием землетрясения. Кадзухиро Исихара, сотрудник Киотского университета и заместитель председателя Координационного комитета СОУ по прогнозированию извержений вулканов, заявил, что вулкан Асо проявлял активность и раньше землетрясения, уже 24 ноября 2015 года было выпущено предупреждение 2-го уровня.
20 октября 2021 года произошло крупное взрывное извержение Асо, в результате которого пирокластический поток, двигавшийся на запад, преодолел около 1,3 км.

## Видео
- Кратер Накадакэ кальдеры Асо на YouTube (яп.)